# Ambassade de Madagascar en Algérie
L'Ambassade de Madagascar en Algérie est la représentation diplomatique de Madagascar en Algérie. Elle est située à Bologhine,Alger.
L'Ambassade de Madagascar en Algérie à sous sa juridiction : Algérie, Tunisie, Mauritanie et Libye.

## Histoire
L'Ambassade de Madagascar en Algérie a été ouverte par Décret N°64-227 du 04 juin 1964 et c'est également la date retenue pour l'Etablissement des Relations diplomatiques entre Madagascar et l'Algérie.

## Site officiel
- Ambassade de Madagascar en Algérie - https://www.diplomatie.gov.mg/index.php?static24/ambassade-de-la-republique-de-madagascar-en-algerie